# Czerwiec 1941
Czerwiec 1941 (ros. В июне 41-го) – 4-odcinkowy wojenny miniserial telewizyjny produkcji białorusko-rosyjskiej w reż. Aleksandra Franckiewicza-Łaje. Film powstał na podstawie powieści Olega Smirnowa pt. Ijunʹ.

## Opis fabuły
Czerwiec 1941 na terenach II Rzeczypospolitej zajętych przez ZSRR. Młody oficer wojsk ochrony pogranicza ZSRR Iwan Burow kocha się z wzajemnością w miejscowej Polce Hance Bielskiej. Swój związek obydwoje muszą jednak ukrywać – Burow za kontakty z Polką może się narazić swoim zwierzchnikom, zaś Hanka nie może ujawnić swoim rodakom, że kocha oficera okupantów.
Wkrótce następuje atak hitlerowski na ZSRR, strażnica w której służy Iwan zostaje rozbita szybkim atakiem wojsk niemieckich. Sam Burow, po bohaterskich walkach na pierwszej linii wraz z kilkoma żołnierzami zaczyna ukrywać się w lasach. Wkrótce giną jego towarzysze i Iwan walcząc z najeźdźcą w pojedynkę z sukcesem atakuje oddziały niemieckie. Uważa, że z obowiązku obrony granicy ZSRR nikt go nie zwolnił. Nie zapomina o swej ukochanej – pomimo niebezpieczeństwa spotyka się z nią w okolicach jej rodzinnego domu.
Tymczasem na czele niewielkiego oddziału zjawia się kapitan Wehrmachtu Otto Regner. Ma on za zadanie uruchomić zaporę na pobliskiej rzece, będącej jednocześnie jedyną przeprawą w okolicy dla prących na wschód oddziałów niemieckich. Do tego celu Regner chce użyć dziadka Hanki – Wojciecha, inżyniera, który nadzorował budowę zapory. Pan Wojciech chętnie przystaje na propozycję współpracy, nienawidzi bolszewików i szanuje Niemców, wierzy, że zwrócą mu oni zagarnięty przez sowietów majątek.
Wraz z Ottonem przyjeżdża jego brat Günter – operator filmowy, który kręci filmy propagandowe. Podczas filmowania wziętych do niewoli jeńców radzieckich, pośród których znajduje się Burow, Günter ginie zadźgany bagnetem przez Burowa. Kpt. Regner rozpoczyna pościg za Burowem, lecz ten pozostaje nieuchwytny. Zręcznie unika pościgu, a nawet jest w stanie poważnie uszkodzić zaporę. W końcu Burnow wpada jednak w ręce Regnera a wraz z nim Hanka, która go ukrywała. Regner rozkazuje spalić żywcem Burowa w stodole w której go znajduje. Wcześniej zabija dziadka Hanki, który pomimo swoich poglądów, zdecydował się na prośbę córki udzielić pomocy rannemu Iwanowi. Samą Hankę Regner uprowadza na zaporę, gdzie ma zamiar przykładnie ją ukarać. Tymczasem dzielnemu Burowowi ponownie udaje się ujść cało z opresji – gdy stodoła płonie, ukrywa się w znajdującym się pod nią schronie. Następnie przybywa na zaporę i w pojedynkę rozbija broniący ją niemiecki oddział. W finałowej walce Iwana i Ottona, Niemiec ginie w płomieniach, Hanka zostaje ocalona przez ukochanego, a on sam umiera z ran w jej ramionach.

## Obsada aktorska
- Siergiej Biezrukow – lejtn. Iwan Burow
- Magdalena Górska – Hanna Bielska
- Paweł Deląg – kpt. Otto Regner
- Aleksandr Franckiewicz-Łaje – Günter Regner, brat Ottona
- Rościsław Jankowski – Wojciech Bielski, dziadek Hanny
- Władimir Jankowski – Wurf
- Michaił Kaliniczew – Karpiniuk
- Rafael Mukajew – Rustam
- Alesja Puchowaja – Jadwiga
- Oleg Koc – Szuljak